# 馬尼夫齊
49°46′4″N 26°58′38″E / 49.76778°N 26.97722°E
馬尼夫齊（烏克蘭語：Манівці）是位於烏克蘭西部的村莊，由赫梅利尼茨基州裡赫梅利尼茨基區的克拉西利夫市鎮負責管轄。該村面積2.2平方公里，海拔高度293米，2023年人口465，人口密度每平方公里294.3人。